# GAC Mitsubishi
GAC Mitsubishi Motors Co., Ltd. — автомобилестроительная компания со штаб-квартирой в Чанше, Китай.

## История
Компания GAC Mitsubishi основана 25 сентября 2012 года. 50% принадлежит компании GAC Group, 30% — Mitsubishi Motors, 20% — Mitsubishi Corporation.
В том же году началось производство автомобилей. В 2016 году производственная мощность составила 100 000 автомобилей, а с 2018 года компания выпускала двигатели.
27 сентября 2023 года компания Mitsubishi Motors приняла решение уйти с китайского рынка. Согласно заявлению Mitsubishi Motors, компания не может справиться с жёсткой конкуренцией на китайском рынке и решила, что совместное предприятие больше не будет прибыльным.

## Модельный ряд
В 2016 году компания зарегистрировала модели Mitsubishi ASX, Mitsubishi Outlander и Mitsubishi Pajero. В 2020 году в модельный ряд был добавлен автомобиль Mitsubishi Eclipse Cross, а в 2022 году — Mitsubishi Airtrek.

### Eupheme
Eupheme являлась торговой маркой GAC Mitsubishi. Выпускалось два автомобиля: Eupheme PHEV и Eupheme EV.

## Продажи
В 2016 году в общей сложности было продано 56 700 автомобилей.